# 385
Cette page concerne l'année 385  du calendrier julien. Pour l'année 385 av. J.-C., voir 385 av. J.-C. Pour le nombre 385, voir 385 (nombre).
L'année 385 est une année commune qui commence un mercredi.

## Événements
- 1er janvier : début du consulat du général franc Bauto et de Flavius Arcadius ; Augustin fait le panégyrique de Bauto[1].
- 10 février : première « décrétale » discipline de l’Église, promulguée par le pape Sirice à l’attention d’Himérius, évêque de Tarragone, rappelant la primauté de l’autorité romaine et l’obligation du célibat des prêtres[2].
- 25 mai : Cynegius, préfet du prétoire pour l'Orient, reçoit de l'empereur Théodose une loi interdisant de prédire l'avenir en contemplant le foie et les intestins des animaux sacrifiés[3].
- 26 juillet : Théophile devient patriarche d’Alexandrie (fin en 412)[4]. Il entre en lutte contre les païens et les membres de la célèbre école néoplatonicienne d’Alexandrie.
- Août : Jérôme de Stridon doit quitter Rome pour l'Orient, où il fonde un an plus tard avec Paula et Eustochium les monastères doubles de Bethléem[5].
- Début du règne en Inde de Rudrasena sur l’empire Vakataka au Dekkan (385-390)[6]. Il épouse Prabhavatigupta, fille de Chandragupta II.

## Naissances en 385
- Xie Lingyun, poète chinois.

## Décès en 385
- 20 juillet : Timothée, patriarche d’Alexandrie[4].
- Date précise inconnue :
  - Priscillien, hérésiarque et fondateur d'un mouvement panthéiste et néo manichéen est torturé et exécuté à Trèves.
  - Dao'an, moine bouddhiste et traducteur chinois, spécialiste des textes prajnaparamita (° 312).
  - Xie An, homme politique chinois (° 320).